# Narcosis de nitrógeno
La narcosis de nitrógeno es una alteración reversible del estado de conciencia de un individuo en el buceo profundo con botella de aire comprimido o cualquier otra mezcla gaseosa que contenga nitrógeno. Produce un efecto similar a la intoxicación alcohólica o a la inhalación de óxido de nitrógeno (I).
Puede sobrevenir a cualquier profundidad, y se vuelve más evidente al aumentar la profundidad. El mecanismo que desencadena la narcosis de nitrógeno en los buzos no está completamente explicado, pero es un efecto directo de las altas presiones de nitrógeno sobre la transmisión nerviosa. Si bien el efecto narcótico fue observado inicialmente con el nitrógeno, otros gases como el argón, el hidrógeno causan efectos similares bajo altas presiones; el xenón incluso puede ser usado como anestésico a presión atmosférica. Este efecto de los gases bajo presión sobre el sistema nervioso es conocido de manera general como la narcosis de gases inertes.
Debido a la alteración perceptual y cognitiva de quien padece una narcosis de este tipo, su aparición es difícil de reconocer, su gravedad es difícil de establecer y puede resultar fatal; por su efecto tóxico intrínseco o como resultado del comportamiento ilógico en un ambiente de riesgo como lo es el buceo autónomo. El efecto es sin embargo, fácilmente reversible: los efectos desaparecen al disminuir la presión (al ascender a menores profundidades o a presión atmosférica).

## Efectos
Junto con los barotraumatismos y los accidentes por descompresión (riesgos típicos del ascenso), la narcosis es uno de los factores de riesgo más importantes en el buceo con aire comprimido. El aspecto más peligroso de esta condición es la pérdida de objetividad, la incapacidad de actuar racionalmente, la desorientación y la mala coordinación. En sus formas más graves, el buzo empieza a sentirse invulnerable y a descuidar las normas de seguridad básicas del buceo. Se han dado casos de buzos que se quitan la máscara y aceleran su descenso a profundidades excesivas[cita requerida]. Hay una gran cantidad de anécdotas infames (aparentemente basadas en historias verídicas), de buzos que intentan compartir el aire del regulador con los peces o que intentan fumar un cigarrillo estando en inmersión[cita requerida]. Generalmente el buzo que padece esta condición no es consciente de la misma, es incapaz de juzgar el riesgo de su condición. Otros efectos asociados a la respiración de gases inertes a altas presiones son el vértigo, los cosquilleos y/o hormigueos en los labios y en los dedos, y un agotamiento acentuado. Algunos buzos pueden verse víctimas del pánico, permaneciendo en el fondo por no sentirse capaces de ascender. El síndrome también puede presentar efectos hilarantes, de ansiedad extrema, depresión o paranoia.
Aunque cada individuo puede ser más o menos vulnerable a los síntomas de la narcosis, las pruebas demuestran que todo buzo se ve invariablemente afectado por la narcosis de nitrógeno. La diferencia entre los buzos en la manera y el grado en que la narcosis les afecta es debida en parte a factores de aclimatación, entrenamiento y técnicas respiratorias; sin embargo, es claro que los efectos siempre subyacen presentes.
En la siguiente tabla se resumen los signos y síntomas de la narcosis de nitrógeno reportados a diferentes profundidades (en metros y pies) en agua de mar:
| Presión (bar) | Profundidad (m) | Profundidad (pies) | Comentarios |
| ------------- | --------------- | ------------------ | --- |
| 1–2           | 0–10            | 0-33               | Síntomas ausentes o imperceptibles |
| 2–4           | 10–30           | 33–100             | Leve deterioro en el desempeño de tareas en las que no se tiene habilidad. Leve deterioro del razonamiento. Puede presentarse euforia leve. |
| 4–6           | 30–50           | 100–165            | Retraso en la respuesta a estímulos visuales y auditivos. Alteración del razonamiento y de la memoria inmediata (más que de la coordinación motora). Errores de cálculo y alteración en la capacidad de toma de decisiones. Ideas fijas. Exceso de confianza y del sentido de bienestar. Risa y locuacidad (en cámara hiperbárica) que pueden sobrellevarse mediante auto-control. Ansiedad (más común en aguas frías y turbias). |
| 6–8           | 50–70           | 165–230            | Somnolencia, deterioro del juicio, confusión. Alucinaciones. Retraso severo en la respuesta a señales, instrucciones y otros estímulos. Mareos ocasionales. Risa descontrolada, histeria (en cámara hiperbárica). Sensación de terror. |
| 8–10          | 70–90           | 230–300            | Falta de concentración y confusión mental. Estupor con algún grado de deterioro de habilidades y juicio. Pérdida de memoria, aumento de la excitabilidad. |
| 10+           | 90+             | 300+               | Alucinaciones. Aumento de la intensidad de la visión y la audición. Sensación de apagón inminente, euforia, mareos, estados maníacos o depresivos, sensación de levitación, alteración de la percepción del tiempo, cambios en la apariencia facial. Pérdida del conocimiento. Muerte. |

## Factores de riesgo
Al respirar aire, los efectos de la narcosis por nitrógeno aparecen a partir de los -30 m, equivalente a una presión parcial de nitrógeno de 3,2 bar. A los -90 m, equivalente una presión parcial de nitrógeno de 8 bar, la narcosis produce serias alucinaciones y eventualmente la pérdida del conocimiento.
Aunque es una condición que comúnmente aparece por debajo de los 30 m, es probable que el estado de conciencia del buzo se vea afectado antes de este límite, y simplemente sus síntomas le sean imperceptibles. Aun así no existe ningún método confiable para predecir la severidad de los efectos de narcosis en cada individuo, estos pueden variar en cada inmersión (incluso en un mismo día). Al igual que el mal de las alturas; sus efectos dependen de múltiples factores, con variaciones importantes entre individuos. Una excelente forma cardio-vascular no es protección, así como una mala condición física no pre establece esta condición. Los factores reconocidos que incrementan el riesgo y la gravedad de la narcosis por nitrógeno son el frío, el estrés, el esfuerzo, la fatiga y la retención de gas carbónico.

## Mecanismo
Uno de los principales factores que conducen a la narcosis parece ser la velocidad vertical del descenso. La presión aumenta con la profundidad, pero el nitrógeno se disuelve más lentamente que otros gases en los tejidos.
De manera análoga a los efectos del alcohol, el cambio en la presión parcial del nitrógeno en los tejidos altera las propiedades de permeabilidad de las membranas celulares, siendo particularmente afectadas las células del tejido nervioso que dependen de dicho equilibrio para la transmisión de las señales. La hipótesis de la concentración mínima alveolar (Meyer-Overton) establece que la narcosis aparece cuando el gas penetra la capa lipídica de las membranas de las células nerviosas del cerebro; interfiriendo con la transmisión de las señales entre las neuronas.
El aumento de la presión tiene efectos instantáneos en las cavidades aéreas que se pueden comprender gracias a la ley de Boyle que explica la relación inversamente proporcional que existe entre volumen y presión, es decir a mayor presión menor es el volumen que ocupan los gases en los pulmones Boron, W. F., & Boulpaep, E. L. (2009). Medical physiology. Pero, en algún momento la presión actuando sobre el aire en los pulmones es tan grande que el volumen ocupado por ellos es mínimo, incluso menor al volumen residual fisiológico, lo cual produciría el colapso de los pulmones. Para poder hacer inmersiones más profundas y de más larga duración, se usan tanques de aire comprimido, que permiten igualar la presión del aire dentro de los pulmones con la presión externa pero manteniendo el volumen máximo de los pulmones (6lt), se logra aumentando el número de moléculas que se respira y, por lo tanto, incrementando el número de moles de nitrógeno en los alvéolos, explicado por la ley de Henry, por la cual la difusión de nitrógeno a la sangre es mayor. Dicho aumento es la causa de la narcosis, la cual se presenta en 2 fases. La primera explicada por la ley de los Martinis (cada 15 m de profundidad es equivalente a la intoxicación por 1 Martini) que produce: pérdida de las funciones motoras, deterioro en el razonamiento, euforia y alucinaciones. La segunda es un estado de somnolencia Boron, W. F., & Boulpaep, E. L. (2009). Medical physiology. La explicación molecular mediante reacciones bioquímicas y neurofisiológicas en el sistema. Las alteraciones que se presentan por la interacción del nitrógeno con diferentes receptores nicotínicos alterando la liberación de neurotransmisores, de oxígeno mitocondrial y de alteración de la bomba sodio potasio generando como resultado la depresión del SNC Abraini, J. H., Kriem, B., & Rostain, J. C. (2003) Rostain, J. C., Lavoute, C., Risso, J. J., Vallée, N. & Weiss, M. (2011, FEBRARY). Esta interacción es la principal explicación de la sintomatología de la narcosis. La alteración de la conducción axonal y las transmisiones sinápticas por la inhibición total o parcial de los impulsos eléctricos y químicos mediante la interacción con los receptores, abriendo o cerrando canales como los canales de potasio que inhiben la restauración del potencial de acción, los canales de sodio interactúa inhibiendo la generación y propagación del potencial de acción Møllerløkken, A., Gaustad, S. E., & Gutvik, C. R. (2011); Viqueira Caamaño , A. & Colodro Plaza, J. (25 de septiembre de 2008). En conclusión, la narcosis de nitrógeno se presenta por la elevada difusión de nitrógeno a la sangre en los alvéolos debido a la presión que se ejerce cada vez que el buzo realiza una inmersión. La interacción de este nitrógeno difundido con diferentes receptores lleva a la activación o inhibición de canales generando las diferentes manifestaciones clínicas de la narcosis. Además, factores como el número y el tiempo de las inmersiones se ven estrechamente ligadas al desarrollo de la narcosis por nitrógeno. 
La relación entre profundidad y narcosis se conoce informalmente como la "Ley de los Martinis": algo así como un cóctel de Martini por cada 10 m de profundidad después de los -20 m. Pero se trata aquí solo de un símil humorístico, que no debe ser considerado o sustituido a las reglas de seguridad reales del buceo autónomo. En el buceo profesional no se hacen este tipo de cálculos alegres, el buceo profesional de profundidad requiere de un riguroso entrenamiento donde se alcanzan profundidades importantes gradualmente y siempre respetando velocidades verticales de seguridad. Organismos como la Global Underwater Explorers sostienen que un buzo jamás debe entrenarse para los efectos de la narcosis, de la misma forma que no es posible entrenarse para emborracharse tomando alcohol; la práctica profesional prohíbe el uso de gases con alto riego de narcosis y favorece el uso de mezclas como el trimix.
Algunos autores también refieren que el oxígeno también tiene incidencia en la intoxicación, ya que las investigaciones mostraron que para una determinada presión parcial de nitrógeno constante, el aumento de presión parcial de oxígeno causa un aumento de la narcosis, así como su disminución causa una disminución de la narcosis. Asimismo, esa reducción de la narcosis no es observada si la reducción de la presión parcial de oxígeno significaba un aumento en la presión parcial de nitrógeno. (Frankenhaeuser et al: 1963 – Hesser: 1963).

## Atenuación
Algunas organizaciones de buceo enseñan a sus miembros a controlar con cierta frecuencia su lucidez mental durante la inmersión usando el "test de dedos". Los dos compañeros se muestran regularmente un número determinado de dedos. El primero hace señas con un número de dedos (p.e. 2), y el segundo buceador debe responder mostrando uno más o uno menos (según lo convenido previamente, p.e. 3 o 1). Si alguno de los dos se equivoca o duda en la operación, puede sospecharse una narcosis.
Medicamentos y sustancias sedativas como el cannabis y el alcohol no deben ser consumidas antes de una inmersión debido la similitud el efecto aditivo de las mismas. así como la deshidratación aumenta el riesgo de los problemas de descompresión, la resaca, junto a una baja condición física incrementan el riesgo de narcosis. Los expertos recomiendan total abstinencia durante las 24 horas previas a la inmersión, e incluso más para los grandes bebedores.

## Prevención y cura
La única manera fiable de evitar una narcosis de nitrógeno es el respeto de los límites de seguridad durante el buceo. Si una narcosis sobreviene durante la inmersión, sus efectos desaparecerán casi inmediatamente simplemente ascendiendo a una menor profundidad. Al ser una condición que se agrava con el incremento de la profundidad, un buceo programado hacia bajas profundidades disminuye el riesgo de narcosis grave. La mayoría de los organismos de buceo recreativo certifican a sus miembros en el buceo autónomo básico, hasta -18 m de profundidad, pues hasta esta profundidad la narcosis de nitrógeno no representa un riesgo importante.
Para alcanzar profundidades de hasta -30 m es necesario un entrenamiento especial, que abarque la discusión de la narcosis de nitrógeno, sus síntomas, efectos, prevención y cura. Solo algunas organizaciones de buceo recreativo reconocidas pueden ofrecer entrenamientos especiales para buceos de hasta -40 m, que consisten en cursos teóricos y prácticas adicionales.

### Otros gases
Gases respirables como el trimix y el Heliox son usados en el buceo profesional para reducir los riesgos de narcosis por nitrógeno y de intoxicación por oxígeno. El riesgo de narcosis por nitrógeno disminuye al reemplazar parte del nitrógeno en la mezcla por otros gases.
La "profundidad de equivalencia al aire" es una forma común de expresar los efectos narcóticos de un gas respirable. También existen tablas de conversión estándar y factores de conversión: por ejemplo, el neón a una presión determinada presenta un efecto narcótico equivalente al del nitrógeno a 0,28 veces esa presión, así que en principio puede ser usado a profundidades cuatro veces mayores. Otros gases pueden tener otros efectos peligrosos si son inhalados a altas presiones; por ejemplo, el oxígeno a alta presión se vuelve tóxico. El helio es el más estable de los gases respirables, pero a altas presiones causa el denominado "síndrome nervioso de altas presiones", una condición aún poco estudiada que se presenta el buceo profesional de profundidades extremas.
Los efectos narcóticos de los gases son solo uno de los factores a tener en cuenta en la selección del tipo de mezcla a usar en el buceo profesional; los riesgos ligados a las condiciones de descompresión, la toxicidad del oxígeno, las temperaturas y densidades de las mezclas, los costos y otros factores también son importantes.